# Australian Indoor Championships 1976
L'Australian Indoor Championships 1976 è stato un torneo di tennis giocato cemento indoor dell'Hordern Pavilion di Sydney in Australia. Il torneo fa parte del Commercial Union Assurance Grand Prix 1976. Si è giocato dal 18 al 24 ottobre 1976.

## Campioni

### Singolare maschile
Geoff Masters ha battuto in finale  James Delaney 4–6, 6–3, 7–6, 6–3

### Doppio maschile
Ismail El Shafei /  Brian Fairlie hanno battuto in finale  Syd Ball /  Kim Warwick [9–8]